# Воскресенка (Іжморський округ)
Воскресе́нка (рос. Воскресенка) — село у складі Іжморського округу Кемеровської області, Росія.

## Населення
Населення — 272 особи (2010; 408 у 2002).
Національний склад (станом на 2002 рік):
- росіяни — 88 %